# Ars-Laquenexy
Pour les articles homonymes, voir Ars et Laquenexy.
Ars-Laquenexy est une commune française située dans le département de la Moselle, en région Grand Est.

## Géographie

### Localisation
Ars-Laquenexy est un petit village rural à l’est de Metz.

### Hydrographie
La commune est située dans le bassin versant du Rhin au sein du bassin Rhin-Meuse. Elle est drainée par le ruisseau de Vallieres et le ruisseau de Cheneau.

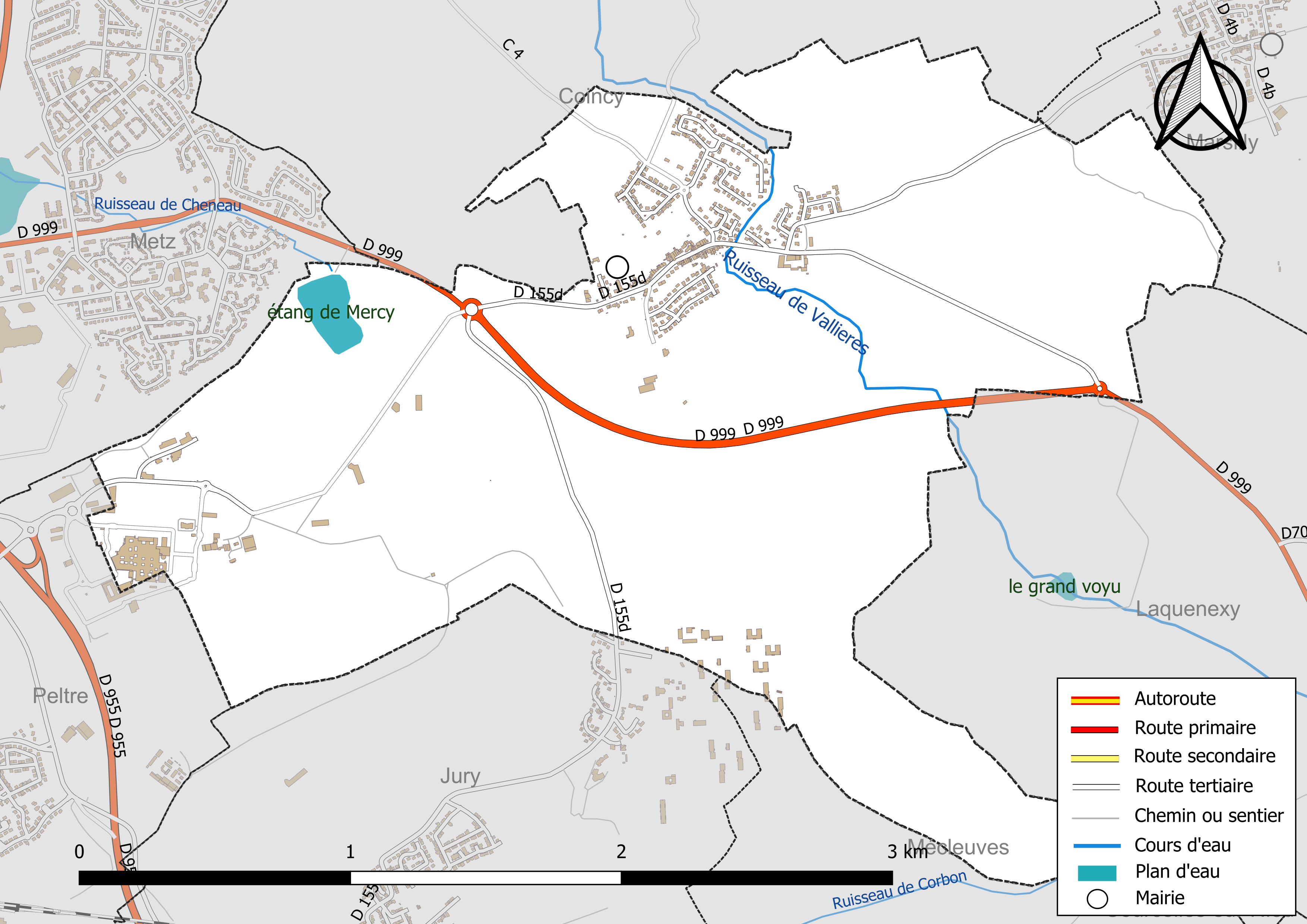
Réseaux hydrographique et routier d'Ars-Laquenexy.

### Climat
Pour des articles plus généraux, voir Climat du Grand Est et Climat de la Moselle.
En 2010, le climat de la commune est de type climat océanique dégradé des plaines du Centre et du Nord, selon une étude du Centre national de la recherche scientifique s'appuyant sur une série de données couvrant la période 1971-2000. En 2020, Météo-France publie une typologie des climats de la France métropolitaine dans laquelle la commune est exposée à un climat semi-continental et est dans la région climatique Lorraine, plateau de Langres, Morvan, caractérisée par un hiver rude (1,5 °C), des vents modérés et des brouillards fréquents en automne et hiver.
Pour la période 1971-2000, la température annuelle moyenne est de 9,7 °C, avec une amplitude thermique annuelle de 16,8 °C. Le cumul annuel moyen de précipitations est de 780 mm, avec 11,8 jours de précipitations en janvier et 9,2 jours en juillet. Pour la période 1991-2020, la température moyenne annuelle observée sur la station météorologique de Météo-France la plus proche, « Metz-Frescaty », sur la commune d'Augny à 12 km à vol d'oiseau, est de 11,1 °C et le cumul annuel moyen de précipitations est de 713,5 mm. 
La température maximale relevée sur cette station est de 39,7 °C, atteinte le 25 juillet 2019 ; la température minimale est de −23,2 °C, atteinte le 17 février 1956,,.
Les paramètres climatiques de la commune ont été estimés pour le milieu du siècle (2041-2070) selon différents scénarios d'émission de gaz à effet de serre à partir des nouvelles projections climatiques de référence DRIAS-2020. Ils sont consultables sur un site dédié publié par Météo-France en novembre 2022.

## Urbanisme

### Typologie
Au 1er janvier 2024, Ars-Laquenexy est catégorisée bourg rural, selon la nouvelle grille communale de densité à sept niveaux définie par l'Insee en 2022.
Elle est située hors unité urbaine. Par ailleurs la commune fait partie de l'aire d'attraction de Metz, dont elle est une commune de la couronne,. Cette aire, qui regroupe 245 communes, est catégorisée dans les aires de 200 000 à moins de 700 000 habitants,.

### Occupation des sols
L'occupation des sols de la commune, telle qu'elle ressort de la base de données européenne d’occupation biophysique des sols Corine Land Cover (CLC), est marquée par l'importance des territoires agricoles (54,5 % en 2018), en diminution par rapport à 1990 (60,8 %). La répartition détaillée en 2018 est la suivante : 
terres arables (51,1 %), forêts (29,8 %), zones urbanisées (9,8 %), zones industrielles ou commerciales et réseaux de communication (5,9 %), prairies (3,4 %). L'évolution de l’occupation des sols de la commune et de ses infrastructures peut être observée sur les différentes représentations cartographiques du territoire : la carte de Cassini (XVIIIe siècle), la carte d'état-major (1820-1866) et les cartes ou photos aériennes de l'IGN pour la période actuelle (1950 à aujourd'hui).

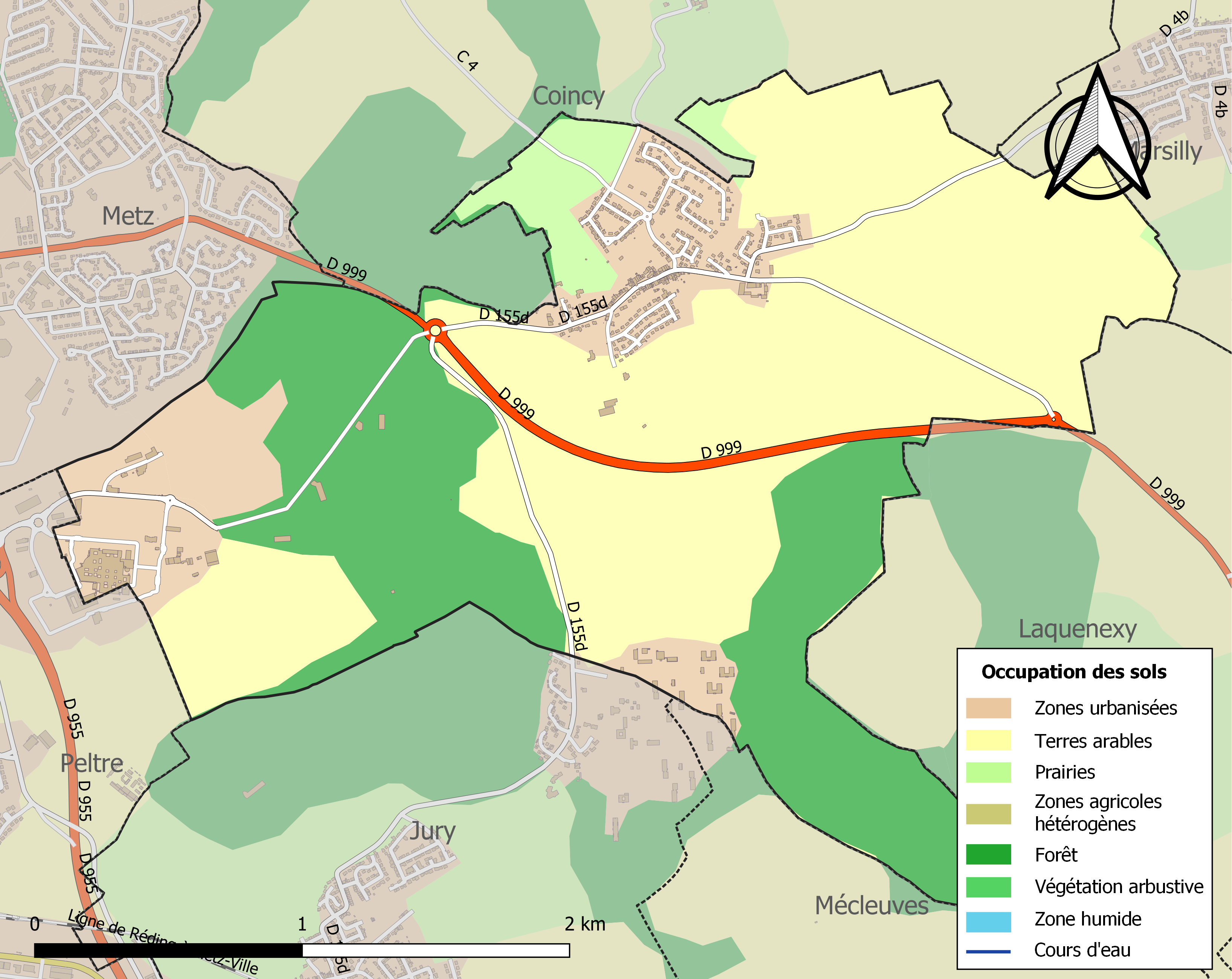
Carte des infrastructures et de l'occupation des sols de la commune en 2018 (CLC).

### Transports
Ars-Laquenexy est desservie par le réseau urbain LE MET' et les lignes « TIM » du réseau interurbain de Moselle.
- M B  : hôpîtal de Mercy et sa maternité.

## Toponymie
Toponymie :
- 1128 : Ars
- 1277 : Airs de leis Collambairs
- 1307 : Arcus juxta Collumbiers
- 1335-1338 : Airs delei Marcey
- 1357 : Ars et Ars de lais Bourny
- 1404 : Airs
- XVe siècle : Airs de leiz Coloumbey, mentionné comme possession du chanoine Thierry de la Tour[14].
- XVe siècle : Ars des Genetaires
- 1444 : Ars les Quenexy
- 1487 : Airs lai Quenexey
- 1518 : Airs la Quenexy
- XVIIIe siècle : Ars les Cunexy[15].
- 1915-1918 et 1940-1944 : Ars bei Kenchen
- en patois lorrain : As Lakeun'hi[16], A Lai Quenehi.

Le nom du village est lié à celui du village voisin de Laquenexy.
Ars viendrait du latin Arcus pour arche et pourrait indiquer la présence d’un pont à proximité du village pour traverser le ruisseau de Vallière.
Genetaires est le nom d’une unité de cavalerie et fait peut-être référence à des soldats restés en pays messin après le siège de Metz.

## Histoire
- Dépendait de l’ancien Saulnois du pays messin (bailliage de Metz).
- Après la Révolution, l’église était en ruine, l’église actuelle est bâtie de 1826 à 1833.
- En 1817, Ars-Laquenexy, village de l’ancienne province des Trois-Évêchés avait pour annexe la ferme de Chagny la Horgne. À cette époque, il y avait 201 habitants répartis dans 31 maisons.
- Attaque allemande le 14 août 1870 (voir bataille de Borny-Colombey)
- Ars-Laquenexy absorbe Merci-le-Haut en 1891.

## Politique et administration
| Période                                  | Période  | Identité              | Étiquette | Qualité     |
| ---------------------------------------- | -------- | --------------------- | --------- | ----------- |
| Les données manquantes sont à compléter. |          |                       |           |             |
| an VIII                                  |          | Alexandre Gouverneur  |           |             |
| 1945                                     | 1983     | Louis Nicolas Godfrin |           | agriculteur |
| 1983                                     | 2001     | Jean-Marie Moisson    |           |             |
| mars 2001                                | En cours | Jean-François Schmitt | DVD       | Retraité    |

- coopération intercommunale : SIVOM de Pange

## Population et société

### Démographie

#### Évolution démographique
L'évolution du nombre d'habitants est connue à travers les recensements de la population effectués dans la commune depuis 1793. Pour les communes de moins de 10 000 habitants, une enquête de recensement portant sur toute la population est réalisée tous les cinq ans, les populations de référence des années intermédiaires étant quant à elles estimées par interpolation ou extrapolation. Pour la commune, le premier recensement exhaustif entrant dans le cadre du nouveau dispositif a été réalisé en 2006.

En 2022, la commune comptait 938 habitants, en évolution de +0,97 % par rapport à 2016 (Moselle : +0,52 %, France hors Mayotte : +2,11 %).
| 1793 | 1800 | 1806 | 1821 | 1836 | 1841 | 1861 | 1866 | 1871 |
| ---- | ---- | ---- | ---- | ---- | ---- | ---- | ---- | ---- |
| 194  | 173  | 188  | 183  | 240  | 237  | 214  | 213  | 170  |

| 1875 | 1880 | 1885 | 1890 | 1895 | 1900 | 1905 | 1910 | 1921 |
| ---- | ---- | ---- | ---- | ---- | ---- | ---- | ---- | ---- |
| 186  | 195  | 220  | 203  | 215  | 192  | 225  | 373  | 177  |

| 1926 | 1931 | 1936 | 1946 | 1954 | 1962 | 1968 | 1975 | 1982 |
| ---- | ---- | ---- | ---- | ---- | ---- | ---- | ---- | ---- |
| 181  | 201  | 204  | 152  | 191  | 171  | 205  | 421  | 541  |

| 1990 | 1999 | 2006 | 2011 | 2016 | 2021 | 2022 | - | - |
| ---- | ---- | ---- | ---- | ---- | ---- | ---- | - | - |
| 741  | 741  | 879  | 964  | 929  | 934  | 938  | - | - |

#### Pyramide des âges
En 2018, le taux de personnes d'un âge inférieur à 30 ans s'élève à 27,2 %, soit en dessous de la moyenne départementale (33,6 %). À l'inverse, le taux de personnes d'âge supérieur à 60 ans est de 27,9 % la même année, alors qu'il est de 26,2 % au niveau départemental.
En 2018, la commune comptait 492 hommes pour 423 femmes, soit un taux de 53,77 % d'hommes, largement supérieur au taux départemental (48,92 %).
Les pyramides des âges de la commune et du département s'établissent comme suit.
| Hommes | Classe d’âge | Femmes |
| ------ | ------------ | ------ |
| 0,0    | 90 ou +      | 0,0    |
| 6,4    | 75-89 ans    | 8,2    |
| 18,4   | 60-74 ans    | 23,5   |
| 29,7   | 45-59 ans    | 29,1   |
| 15,2   | 30-44 ans    | 15,7   |
| 17,6   | 15-29 ans    | 12,3   |
| 12,8   | 0-14 ans     | 11,3   |

| Hommes | Classe d’âge | Femmes |
| ------ | ------------ | ------ |
| 0,6    | 90 ou +      | 1,5    |
| 6,8    | 75-89 ans    | 9,5    |
| 17,2   | 60-74 ans    | 18,4   |
| 20,9   | 45-59 ans    | 20,5   |
| 19,5   | 30-44 ans    | 18,6   |
| 17,7   | 15-29 ans    | 15,7   |
| 17,4   | 0-14 ans     | 15,8   |

## Culture locale et patrimoine

### Lieux et monuments

#### Édifices civils

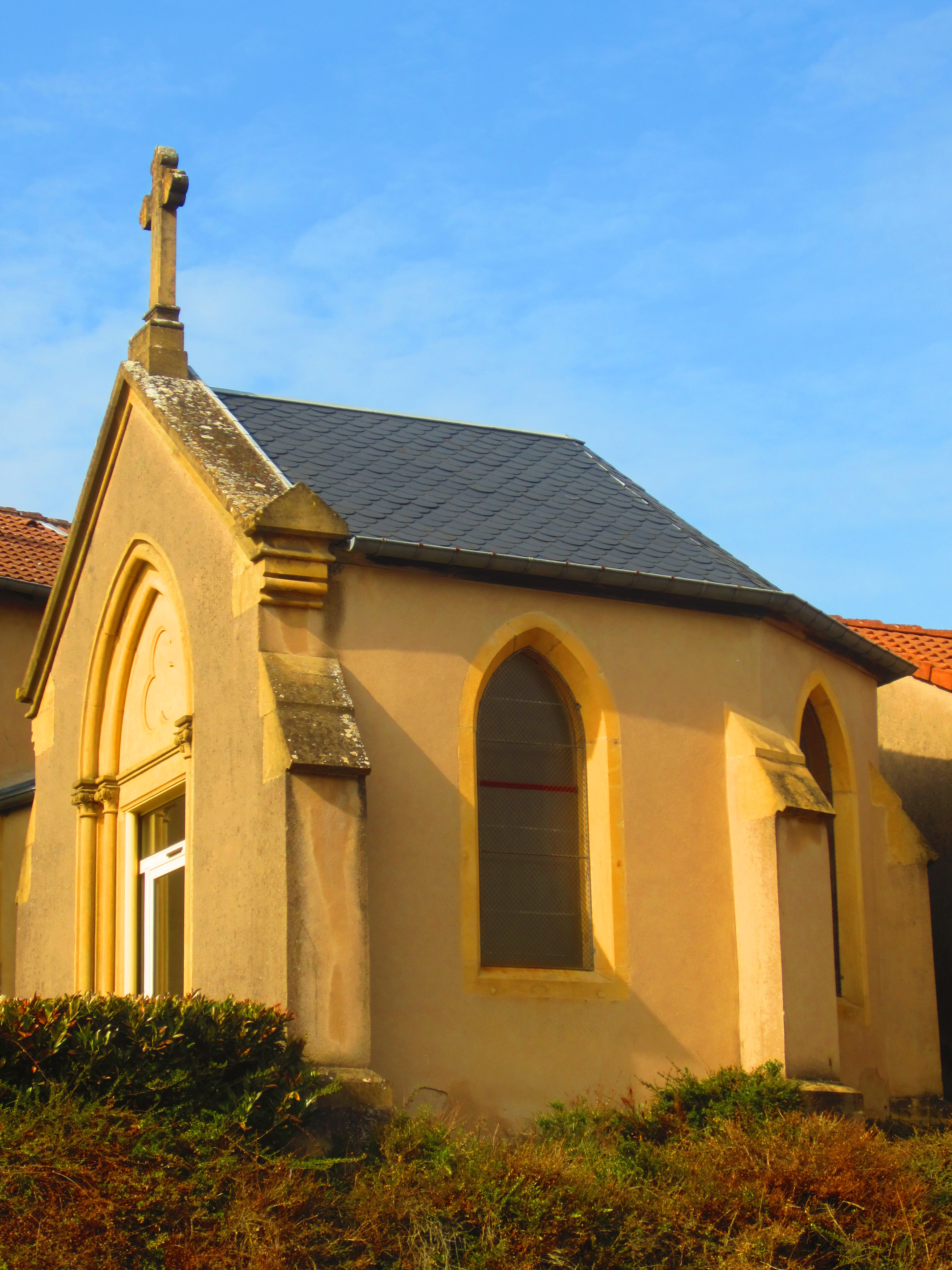
Chapelle Notre-Dame-des-Sept-Douleurs.

- passage de la voie romaine reliant Saverne au sud à Metz au nord ;
- ruine d’une villa gallo-romaine sur le site de Mercy ;
- four à chaux découvert lors de fouilles archéologiques aux Dévalants ;
- ferme-château Chagny-la-Horgne du XVe siècle ;
- monument à la mémoire des soldats français morts sur le territoire de la commune en 1870, dans le cimetière ;
- château de Mercy au sud-ouest du ban communal ; XIVe siècle, reconstruit XVIe siècle ; le bâtiment actuel date de 1905. Le château et sa chapelle sont inscrits au titre des monuments historiques par arrêté du 5 juin 2019[25].
- groupe fortifié La Marne, dans la forêt à l’ouest du village, début XXe siècle.

#### Édifice religieux

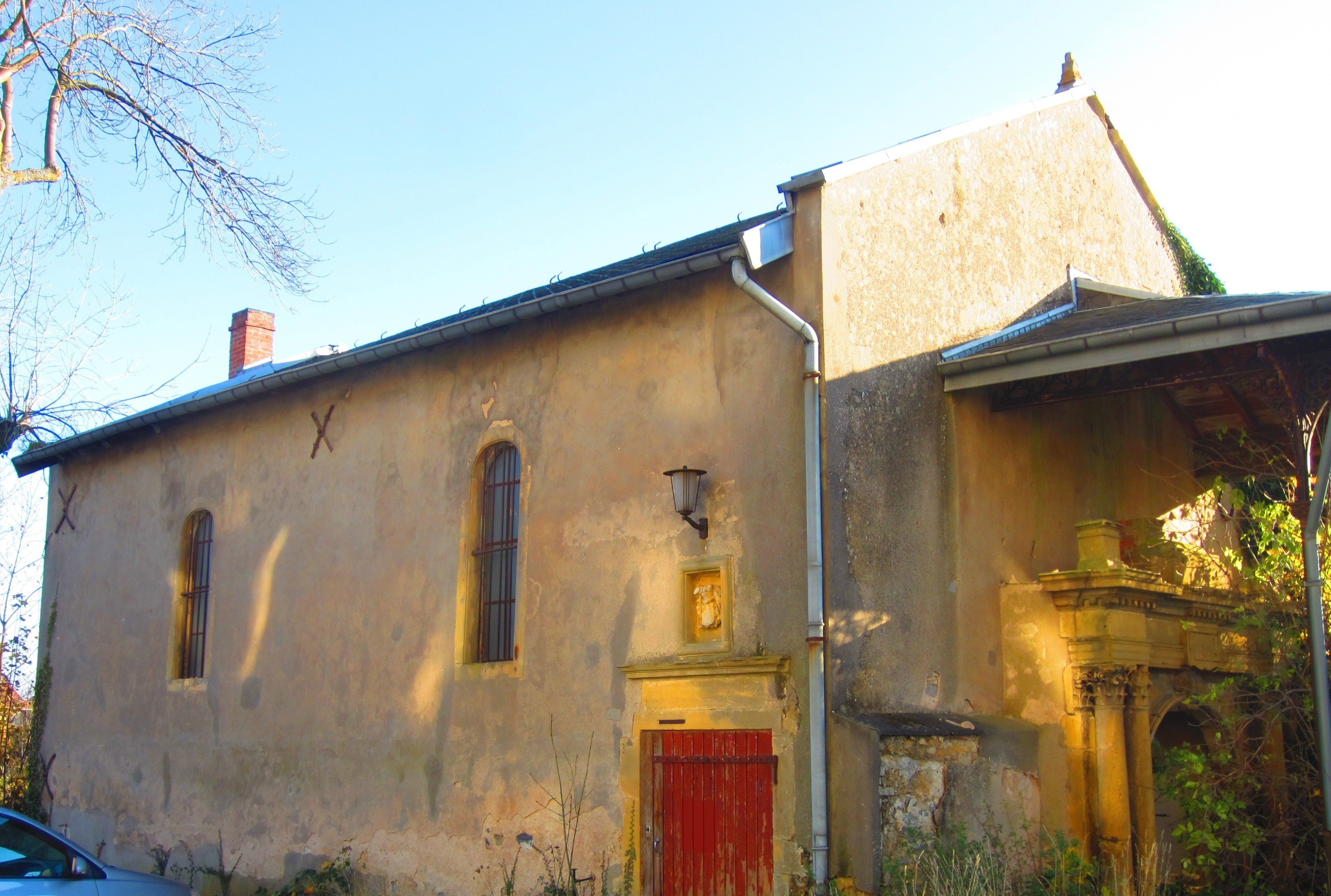
Chapelle du château de Mercy.

- église Saint-Lambert (saint Lambert est le saint patron du village) : bâtie de 1826 à 1833, reconstruite sur l'ancienne en ruine depuis la Révolution.
- chapelle Notre-Dame-des-Sept-Douleurs (Notre-Dame-des-Champs), inaugurée en 1924.
- chapelle du château de Mercy.

### Personnalités liées à la commune
- Jean Thomas (1770-1853), général napoléonien, est décédé dans la commune.

### Héraldique
| Blason de Ars-Laquenexy | Blason  | Coupé : au 1er d'argent à la croisette de gueules, au 2e d'azur à deux flammes d'or ; à la divise de sable brochant sur la partition. |
| Blason de Ars-Laquenexy | Détails | Le statut officiel du blason reste à déterminer.                                                                                      |

Ce sont les armes de la famille Bertrand, dit Saint-Jure, qui a possédé le château de Mercy aux XVIIe et XVIIIe siècles.

## Pour approfondir